# Maurice Lagrenée
Maurice Lagrenée, de son vrai nom Maurice-Jules Guichard, est un acteur et réalisateur français né le 1er juillet 1893 à Sivry-Courtry et mort le 23 mai 1955 à l'hôpital Léopold-Bellan dans le 14e arrondissement de Paris.
Il commence sa carrière dans le cinéma muet. Il interprète entre autres Jacques Cottereau dans Jean Chouan, un ciné-roman en 8 épisodes, puis l'inspecteur Grey dans une série de quatre films.

## Théâtre
- 1924 : Manon de Fernand Nozière, théâtre de la Gaîté
- 1929 : Fragile d'André Lang, théâtre Fémina
- 1932 : La Mystérieuse Lady d'Alfred Gragnon et A. Falti, théâtre de la Potinière
- 1933 : Les Femmes savantes de Molière, Théâtre Antoine
- 1933 : Peau d'Espagne de Jean Sarment, théâtre de l'Athénée
- 1933 : Le Document R 17 d'Alfred Gragnon et Derive, théâtre de la Scala
- 1936 : La Treizième Enquête de Grey d'Alfred Gragnon et Derive, mise en scène Fernand Mailly, théâtre des Capucines
- 1937 : La Nuit du 7 de Michel Dulud, mise en scène Philippe Hersent, théâtre des Capucines
- 1938 : Les Deux Madame Carroll de Marguerite Veiller, théâtre des Capucines
- 1939 : C'est moi qui ai tué le Comte de Max Vierbo et Marcel Dubois d'après Alec Coppel, mise en scène Maurice Lagrenée, théâtre de la Potinière
- 1944 : Forfaiture de Sessue Hayakawa, mise en scène Duard fils, théâtre de l'Ambigu-Comique

## Filmographie
- 1913 : L'Angoisse de Louis Feuillade - court métrage
- 1913 : L'Enfant de Paris de Léonce Perret (2 épisodes) : Le Bosco
- 1914 : La Jolie Bretonne de Ferdinand Zecca et René Leprince - court métrage
- 1916 : Les Grands de Georges Denola : Jean Brassier
- 1917 : L'Âpre Lutte de Robert Boudrioz et Jacques de Féraudy
- 1917 : La Distance de Robert Boudrioz
- 1917 : L'Heure sincère de René Plaissetty : Jacques Prévelles
- 1917 : La Mort rédemptrice de Maurice Challiot
- 1917 : Sept de pique de Jean-Joseph Renaud
- 1917 : Le Sorcier, court métrage de Maurice Challiot
- 1918 : Expiation ou Le Marquis de Vilbois de Camille de Morlhon
- 1918 : La Flamme cachée de Musidora et Roger Lion : Armand
- 1918 : Française malgré tout
- 1918 : Le Masque d'amour de René Plaissetty  (2 épisodes) : Hervé de Ferneuse
- 1918 : Déchéance de Michel Zévaco : Julien
- 1919 : Une étoile de cinéma de René Plaissetty : René Darfeuilles
- 1920 : L'Envol de Pierre Hot
- 1920 : Zon de Robert Boudrioz : Raoul
- 1922 : Mimi Trottin de Henri Andréani : Doudou, alias le vicomte de Marnay
- 1922 : L'Équipe de Maurice Lagrenée
- 1923 : Le Crime d'une sainte de Charles Maudru : Robert Desroches
- 1924 : Quelqu'un dans l'ombre de Marcel Manchez : Jean Revel
- 1926 : Jean Chouan de Luitz-Morat : Jacques Cottereau, le fils de Jean
- 1927 : Chantage d'Henri Debain : Christian Roy
- 1930 : Barcarolle d'amour de Carl Froelich et Henry Roussell : Pierre Faber
- 1930 : Mon cœur incognito de Manfred Noa et André-Paul Antoine
- 1931 : Une nuit à l'hôtel de Leo Mittler : Fred
- 1932 : Le Cordon bleu de Karl Anton : Arthur
- 1933 : Le Masque qui tombe de Mario Bonnard : Brown
- 1934 : Pension Mimosas de Jacques Feyder : un habitué du café
- 1934 : Bar de nuit - court métrage
- 1935 : La Bandera de Julien Duvivier : Siméon
- 1935 : Golgotha de Julien Duvivier : Philippe
- 1936 : L'Empreinte rouge de Maurice de Canonge : l'inspecteur Grey
- 1936 : Inspecteur Grey de Maurice de Canonge : l'inspecteur Grey
- 1936 : Les Mutinés de l'Elseneur de Pierre Chenal : Bert Rhine
- 1936 : Le Secret de l'émeraude ou L’Énigmatique Gentleman de Maurice de Canonge : Réginald Cavendish
- 1937 : Les Hommes de proie ou L'Homme de Damas de Willy Rozier : Lucien
- 1937 : Un meurtre a été commis de Claude Orval : l'inspecteur Doirel
- 1937 : La Treizième Enquête de Grey de Pierre Maudru : l'inspecteur Grey
- 1937 : À minuit, le 7 de Maurice de Canonge  - L'inspecteur Javel
- 1938 : Deux de la réserve de René Pujol
- 1938 : Les Rois de la flotte de René Pujol
- 1938 : Vidocq de Jacques Daroy : Saint-Germain
- 1939 : Deuxième Bureau contre Kommandantur de René Jayet et Robert Bibal : l'ordonnance
- 1939 : Grey contre X de Pierre Maudru et Alfred Gragnon : l'inspecteur Grey
- 1941 : Le Destin fabuleux de Désirée Clary de Sacha Guitry : le duc de Richelieu
- 1945 : Paméla, de Pierre de Hérain : Lapierre
- 1945 : Mission spéciale de Maurice de Canonge
- 1945 : La Route du bagne de Léon Mathot
- 1946 : Le Diable au corps de Claude Autant-Lara : le docteur
- 1946 : L'Ennemi sans visage de Maurice Cammage et Robert-Paul Dagan
- 1946 : L'Homme de la nuit de René Jayet : M. Félix
- 1946 : Triple enquête de Claude Orval : Jean Fournier
- 1947 : Les amoureux sont seuls au monde d'Henri Decoin : le directeur du journal
- 1950 : Maître après Dieu de Louis Daquin : le consul de Hollande
- 1950 : Souvenirs perdus, sketch Une statuette d'Osiris de Christian-Jaque : le directeur du cabaret

## Doublage
- 1940 : Le Juif Süss de Veit Harlan : le rabbin Loew (Werner Krauss)
- H. Bogart dans plusieurs films.